# Accouchement sous hypnose
L’hypnonaissance ou l’accouchement sous hypnose est une méthode d’accouchement naturel et sans douleur. 
Partant du principe que la peur crée une tension qui induit de la douleur, cette méthode déconstruit auprès de la femme enceinte l’image d’accouchements effrayants et dangereux et lui apprend différentes techniques de relaxation profonde.

## Théorie
L’hypnonaissance se base sur la théorie que la peur de l’accouchement et la peur de la douleur elle-même, créent une tension musculaire dans l’utérus, responsable de la douleur. De plus, la peur induit une production d’adrénaline détournant l’afflux sanguin de l’utérus, vers les membres utiles à la fuite et au combat, ce qui diminue son oxygénation et son efficacité. Pour rompre l’effet peur-tension-douleur, l’hypnonaissance déconstruit auprès de la femme enceinte l’image d’accouchements effrayants et dangereux pour les remplacer par l’idée que l’accouchement est un événement heureux et serein. Cette méthode complète ce principe par des exercices de relaxation contribuant à un relâchement musculaire diminuant ces tensions.

## Histoire
À partir des années 1920, l’obstétricien Grantly Dick-Read observe que des femmes pauvres ou d’autres cultures n’éprouvaient pas de douleur lors de leur accouchement. En 1942, il publie le livre Childbirth without fear (« Accouchement sans peur ») dans lequel il théorise ses recherches sur les liens peur–tension–douleur et introduit l’idée d’utilisation de l’hypnose durant l’accouchement.
Ses travaux ont ensuite été développés et popularisés par Jacqueline Vincent Priya, Michelle Leclaire O'Neill et Marie Mongan.

## Recherche
Certaines études ont estimé que les preuves étaient insuffisantes pour démontrer l’efficacité de l’utilisation de l’hypnose comme méthode de réduction ou d’élimination de la douleur de l’accouchement, en comparaison avec d’autres méthodes telles que l’utilisation d’analgésiques comme la péridurale.
Une série d’études confirment que l’hypnose ou l’autohypnose durant l’accouchement conduisent à,,  :
- une diminution de la durée du travail ;
- une diminution du nombre de césariennes ;
- une diminution de l’utilisation d’analgésique ;
- une augmentation de la facilité et du confort du travail et de l’accouchement ;
- une satisfaction émotionnelle plus importante.

De plus, une majorité de femmes ayant expérimenté l’hypnonaissance à l’occasion d’un accouchement, se sentent bien plus confiantes, relaxées, concentrées et moins effrayées que lors de leur accouchement précédent,.
Deux études randomisées contrôlées menées en Turquie ont montré que les participantes du groupe Hypnonaissance présentaient des niveaux significativement plus faibles de peur, de douleur (dans toutes les phases de l'enfantement), de la durée du travail, de recours aux interventions médicales, du taux de naissance par césarienne (plus d'accouchement par voie basse), de coûts liés à l’accouchement, ainsi qu’un niveau de satisfaction supérieur quand à l'expérience de la naissance,.
Une autre étude randomisée contrôlée menée au Pakistan a démontré que la formation à l’Hypnonaissance a permis de réduire de manière significative la douleur de l’accouchement, l’anxiété face à la mort et la dépression post-partum chez les participantes du groupe expérimental. L’étude a également mis en évidence que l’anxiété face à la mort tend à prolonger la durée du travail, alors que l’Hypnonaissance contribue à la raccourcir .
Finalement, pour le plus haut niveau de preuves scientifiques existants, une revue systématique avec méta-analyse a identifié 7603 articles dont 9 ont été retenus pour la revue systématique et 4 pour la méta-analyse. La majorité des études incluses ont conclu à une amélioration significative de la dépression prénatale chez les femmes ayant suivi une formation en Hypnonaissance . 
Ces résultats soulignent l'importance de l'’intégration de ce type de programme dans les pratiques obstétricales.

## Déroulement de l’accouchement avec l’hypnonaissance

### Préparation
La préparation à l’accouchement par l’hypnonaissance est généralement organisée par une sage-femme formée à cette technique. Elle a lieu en plusieurs séances qui abordent d’une part l’accouchement de façon positive, et d’autre part qui apprennent à la femme enceinte à entrer dans une relaxation profonde.
Pour lutter contre la peur et la dramatisation de l’accouchement, l’hypnonaissance modifie le vocabulaire traditionnellement utilisé : une contraction devient une vague, une complication devient une circonstance, une douleur devient une intensité. Elle remplace en outre les pensées négatives par des affirmations positives telles que : « J’ai confiance en mon corps, en mes instincts et en mon cœur pour mettre au monde un bébé plein de santé », « mon bébé sait exactement ce qu’il doit faire pour descendre pendant le travail », « mon corps est parfaitement conçu pour mener à bien cette expérience naturelle ». Pour que les affirmations positives supplantent les idées négatives véhiculées par la société, la femme enceinte est invitée à écouter plusieurs fois par semaine en fin de grossesse un enregistrement d’une liste de ce type d'affirmations positives récitée par une douce voix sur un fond sonore relaxant.
L’hypnonaissance apprend en outre à la femme enceinte à entrer dans une relaxation profonde. Il s'agit des techniques classiques telles que l'invitation à se détendre en se laissant guider par une voix douce, la modulation de la respiration, la visualisation et la suggestion d'images mentales de confort et de bien-être. Ici aussi, la femme enceinte est invitée à effectuer plusieurs fois par semaine une relaxation profonde généralement sur le même fond sonore que celui utiliser pour les affirmations positive. Le but de cet entraînement est de permettre à la femme de développer une forme de réflexe de Pavlov qui lui permettra d'entrer en relaxation profonde en entendant les premières notes de ce fond sonore dès le début de l'accouchement.
Enfin, l’hypnonaissance contient une partie de préparation à l’accouchement plus classique qui vise à donner toutes les informations utiles à la femme enceinte sur le déroulement de l’accouchement et à répondre à l’ensemble de ses questions.

### Accouchement
Pendant l’accouchement, la femme est totalement consciente, pleinement actrice de son accouchement, concentrée sur elle-même, lucide quant à son environnement et aux sensations et émotions qu’elles ressent, mais dans un état de relaxation profonde. L’accouchement a dès lors lieu dans le calme, la douceur et la sérénité.
Dès les premiers signes de l’accouchement, la femme est invitée à se détendre.  La relaxation profonde peut être atteinte par différentes techniques : suggestions d’images mentales agréables dès les premières contractions, écoute du fond sonore avec lequel elle s’est préparée, ou toute autre parole ou geste évoquant état de bien-être. Son environnement est aménagé de telle sorte qu’elle soit le moins possible perturbée dans sa concentration : lumière tamisée voire pénombre, silence ou fond musical relaxant, température de la pièce suffisamment élevée, absence de va-et-vient du personnel médical, limitation du matériel médical, possibilité de boire et de manger, possibilité d’adopter les positions les plus confortables et de bouger autant que nécessaire.
Pour que la naissance avec hypnose se déroule au mieux, il est préférable que la femme soit accompagnée tout au long de son accouchement par la sage-femme avec laquelle elle a suivi la préparation à l’accouchement ou une autre personne formée à cette technique. Le père joue également un rôle important en prodiguant des massages et en veillant au bien-être et à la concentration de sa compagne. Il est aussi préférable que l’accouchement ait lieu dans un milieu ouvert à cette technique : maternité disposant de personnel formé à l’hypnonaissance, hôpitaux mettant leur plateau technique à disposition de sages-femmes libérales, maison de la naissance, accouchement à domicile.

## Célébrité
La Duchesse Kate Middleton a annoncé sa volonté d’accoucher par hypnonaissance.

## Marque déposée
En France, l'hypnonaissance est une marque déposée (INPI no 9429838).